# Conjunto negligible
En matemáticas, un conjunto negligible (o también conjunto insignificante) es un tipo de conjunto que es lo suficientemente pequeño como para poder ignorarlo por algún motivo.
Como ejemplos comunes, los conjuntos finitos se pueden ignorar al estudiar el límite de una sucesión y los conjuntos nulos se pueden ignorar al estudiar la integral de una función medible.
Los conjuntos negligibles definen varios conceptos útiles que se pueden aplicar en diversas situaciones, como la relación casi en todas partes.
Para que funcionen, generalmente solo es necesario que formen un ideal; es decir, que el conjunto vacío sea negligible, que la unión de dos conjuntos negligibles sea negligible y que cualquier subconjunto de un conjunto negligible sea negligible.
Para algunos propósitos, también se necesita que este ideal sea un ideal sigma, de modo que las uniones numerables de conjuntos negligibles también lo sean.
Si I y J son ideales subconjuntos del mismo conjunto X, entonces se puede hablar de los subconjuntos I-negligible y J-negligible.
Lo opuesto a un conjunto negligible es una propiedad genérica, que tiene varias formas.

## Ejemplos
Sea X el conjunto N de los números naturales, y sea un subconjunto de N negligible si es finito.
Entonces, los conjuntos negligibles forman un ideal.
Esta idea se puede aplicar a cualquier conjunto infinito; pero si se aplica a un conjunto finito, cada subconjunto será negligible, lo cual no es una noción muy útil.
O sea X un conjunto no numerable y considérese que un subconjunto de X sea negligible si es numerable.
Entonces, los conjuntos negligibles forman un ideal sigma.
Sea X un espacio medible equipado con una medida m y sea un subconjunto de X negligible si es m-nulo.
Entonces, los conjuntos negligibles forman un ideal sigma.
Cada ideal sigma en X puede recuperarse de esta manera estableciendo una medida adecuada en X, aunque la medida puede ser bastante patológica.
Sea X el conjunto R de los números reales, y sea negligible un subconjunto A de R si para cada ε > 0, existe una colección finita o contable I1, I2,… de intervalos (posiblemente superpuestos) que satisfacen:
{\displaystyle A\subset \bigcup _{k}I_{k}}
y
{\displaystyle \sum _{k}|I_{k}|<\epsilon .}
Este es un caso especial del ejemplo anterior, que utiliza la medida de Lebesgue, pero descrito en términos elementales.
Sea X un espacio topológico y un subconjunto sea negligible si es exiguo, es decir, si es una unión contable denso en ninguna parte (donde un conjunto no es denso en ninguna parte si no es denso en ningún conjunto abierto).
Entonces, los conjuntos negligibles forman un ideal sigma.
Sea X un conjunto dirigido, considérese que un subconjunto de X sea negligible si tiene una cota superior.
Entonces, los conjuntos negligibles forman un ideal.
El primer ejemplo es un caso especial que utiliza el orden habitual de N.
En una estructura gruesa, los conjuntos controlados son negligibles.

## Conceptos derivados
Sea X un conjunto y sea I un ideal de subconjuntos negligibles de X.
Si p es una proposición sobre los elementos de X, entonces p es verdadera casi en todas partes si el conjunto de puntos donde p es verdadera es el complemento de un conjunto negligible.
Es decir, p puede no ser siempre verdadero, pero es falsa tan raramente que puede ignorarse para los propósitos examinados.
Si f y g son funciones desde X hasta el mismo espacio Y, entonces f y g son equivalentes si son iguales en casi todas partes.
Para que el párrafo introductorio sea preciso, entonces, supóngase que X sea N y que los conjuntos negligibles sean los conjuntos finitos.
Entonces, f y g son sucesiones.
Si Y es un espacio topológico, entonces f y g tienen el mismo límite, o ambos no tienen ninguno.
(cuando se generaliza esto a conjuntos dirigidos, se obtiene el mismo resultado, pero para redes).
O sea X un espacio de medida y que los conjuntos negligibles sean los conjuntos nulos.
Si Y es la recta real R, entonces f y g tienen la misma integral o ninguna integral está definida.